# Rhaphidophora latevaginata
Rhaphidophora latevaginata — вид квіткових рослин із родини Araceae, роду Rhaphidophora. Це ліана, рідним ареалом якої є півострів Малайзія та пн. й зх. Борнео.

## Опис
Це ліана від помірної до дуже великої, міцної, до 12 метрів. Стебла слабо від стиснуто-округлих до слабко прямокутних у поперечному перерізі, гладкі, блідо-зелені,міжвузля до 12×2 см. Пластинки листків 8–48 × 6.5–20.5 см, жорстко-шкірясті, широко видовжено-яйцеподібно-еліптичні, яскраво-зелені, злегка або помітно сизуваті, основа зрізано-серцеподібна до широко-клиноподібної; листкова ніжка глибоко канальцева та крилата, 3–22 × 0.5–2 см. Суцвіття поодиноке на пагоні, що чіпляється, охоплене повністю розвиненим листям і одним або кількома катафілами. Початок сигароподібний, сидячий, 17.5 × 1.5 см, блідо-зелений.

## Екологія
Населяє первинний або вторинний вологий низинний та пагорбовий ліс на глині та пісковику, у Західній Малайзії в керапі та сухіших (піднятих підзолистих) фаціях сезонно затоплених торф’яних болотних лісів; на висотах 20–840 метрів.